# Jasnyj (město)
Jasnyj (rusky Ясный) je město v Orenburské oblasti v Ruské federaci. Při sčítání lidu v roce 2010 měl přes sedmnáct tisíc obyvatel.

## Poloha a doprava
Jasnyj leží přibližně 500 kilometrů východně od Orenburgu, správního střediska oblasti. Vede z něj železnice do Orsku ležícího přibližně 90 kilometrů západně.

## Dějiny
Obec byla založena v roce 1961 jako sídlo pro zaměstnance Kijembajevského těžebního a zpracovatelského kombinátu (rusky Киембаевский горнообогатительный комбинат – Kijembajevskij gornoobogatitělnyj kombinat), který se zabývá těžbou a zpracováním azbestu.
Městem je od roku 1979.

## Vojenství a kosmonautika
V bezprostřední blízkosti Jasného se nachází uzavřené město Komarovskij, které zahrnuje raketová sila Raketových vojsk strategického určení Ruské federace pro rakety R-36M.
Zhruba sedm kilometrů severně od Jasného se nalézá kosmodrom Jasnyj.